# Bobby Watson (Musiker)

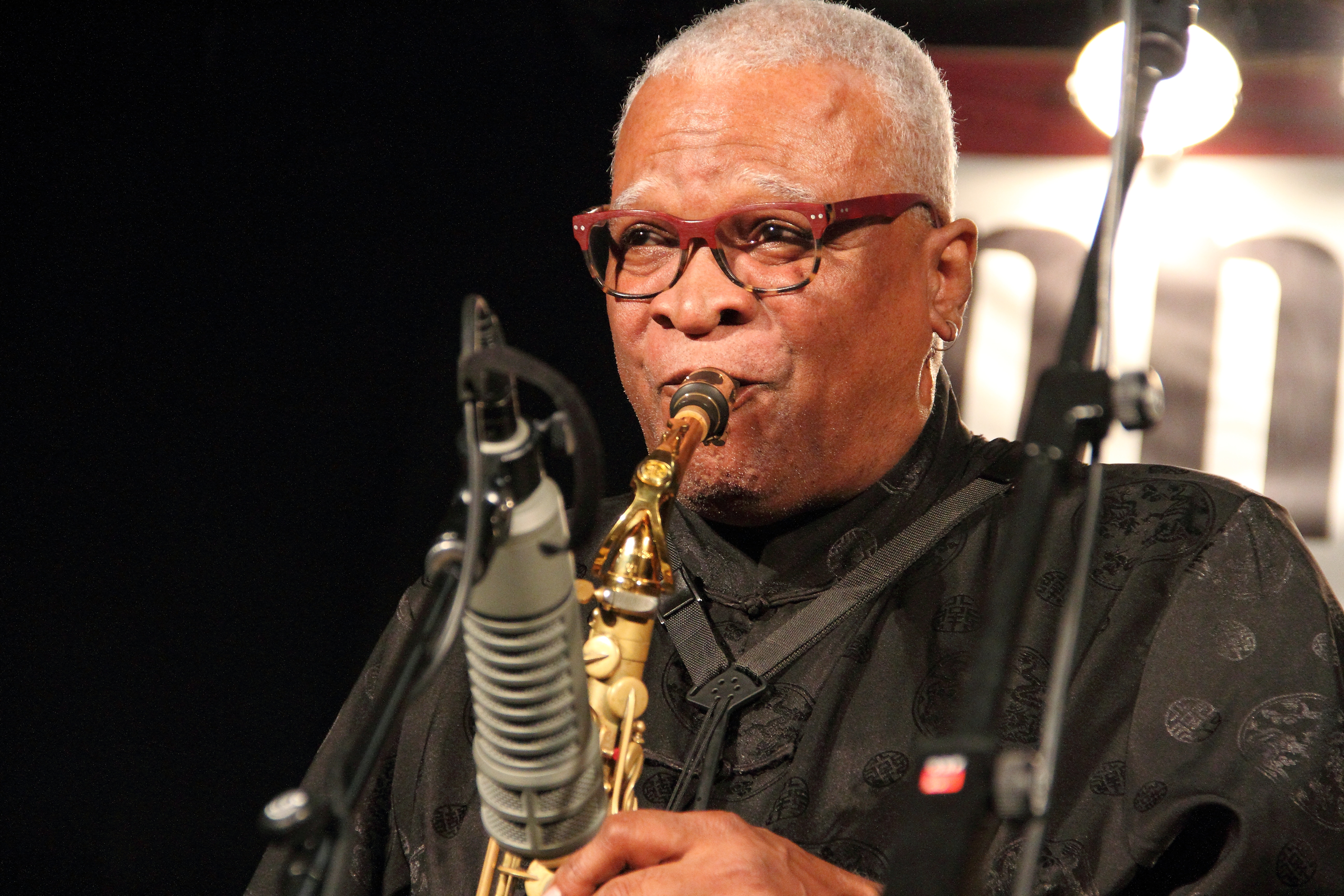
Bobby Watson „Made in America“ auf dem INNtöne Jazzfestival 2018.

Robert „Bobby“ Watson (* 23. August 1953 in Lawrence, Kansas) ist ein amerikanischer Postbop-Altsaxophonist, Komponist, Produzent und Hochschullehrer.

## Leben und Wirken
Bobby Watson stammt aus einer Musikerfamilie und wuchs in Kansas City auf. Seine Mutter lehrte ihn das Klavierspiel, sein Vater das Klarinetten- und Saxophonspiel. Erste Erfahrungen sammelte er in Gospel-Bands und Rhythm-and-Blues-Formationen.
Watson studierte an der University of Miami. Nach seinem Abschluss 1975 ging er nach New York City und begann seine musikalische Laufbahn in Formationen um Curtis Fuller. Von 1977 bis 1981 arbeitete er als musikalischer Direktor von Art Blakeys Jazz Messengers. Nach dieser Zeit arbeitete Watson mit Max Roach, Louis Hayes, George Coleman, Branford Marsalis, Sam Rivers, Wynton Marsalis und in Charlie Persips Superband sowie als Begleiter für Sänger wie Joe Williams, Dianne Reeves, Lou Rawls, Betty Carter und Carmen Lundy.
Nach dem Vorbild der Messengers gründete Watson mit dem Bassisten Curtis Lundy und dem Schlagzeuger Victor Lewis, die Formation Horizon. Das Quintett nahm mehrere Alben für Blue Note Records und Columbia Records auf. Neben seiner Arbeit mit Horizon leitete er eine Big Band namens Taylor Made (das gleichnamige Album war als Tribut an die Musik von Johnny Hodges gedacht).
Ab 1985 spielte Watson im 29th Street Saxophone Quartet, zusammen mit dem Altsaxophonisten Ed Jackson, dem Tenorsaxophonisten Rich Rothenberg und dem Baritonsaxophonisten Jim Hartog. 1990 gründete er mit dem Percussionisten Ray Mantilla die Formation The Jazz Tribe. 2007 trat Watson in der Formation The Leaders mit Chico Freeman und Buster Williams auf. Ab den 2000er-Jahren arbeitete Watson weiterhin mit Will Calhoun, Vince Ector, Benjamin Koppel, Carmen Lundy, Matt Savage, Rufus Reid, ferner mit der Clint Ashlock Big Band, Ralph Peterson & The Messenger Legacy und in der Formation The Jazz Tribe (mit Jack Walrath, Xavier Davis, Curtis Lundy, Victor Lewis, Ray Mantilla). Im Bereich des Jazz war er laut Tom Lord zwischen 1977 und 2018 an 182 Aufnahmesessions beteiligt.
Watson unterrichtete Saxophon an der William Paterson University von 1985 bis 1986 und an der Manhattan School of Music von 1996 bis 1999. Er arbeitet auch am Thelonious Monk Institute of Jazz im jährlichen „Jazz in America“-High School-Programm mit. Seit 2000 ist Watson Leiter der Jazz-Studien an der University of Missouri in Kansas City.
Watson nahm im Laufe seiner Karriere als Sideman mit Art Blakey, Sam Rivers, George Coleman, Lou Rawls, Rufus and Chaka Khan, Carmen Lundy, Bob Belden, John Hicks, Joe Williams und Wynton Marsalis Platten auf.

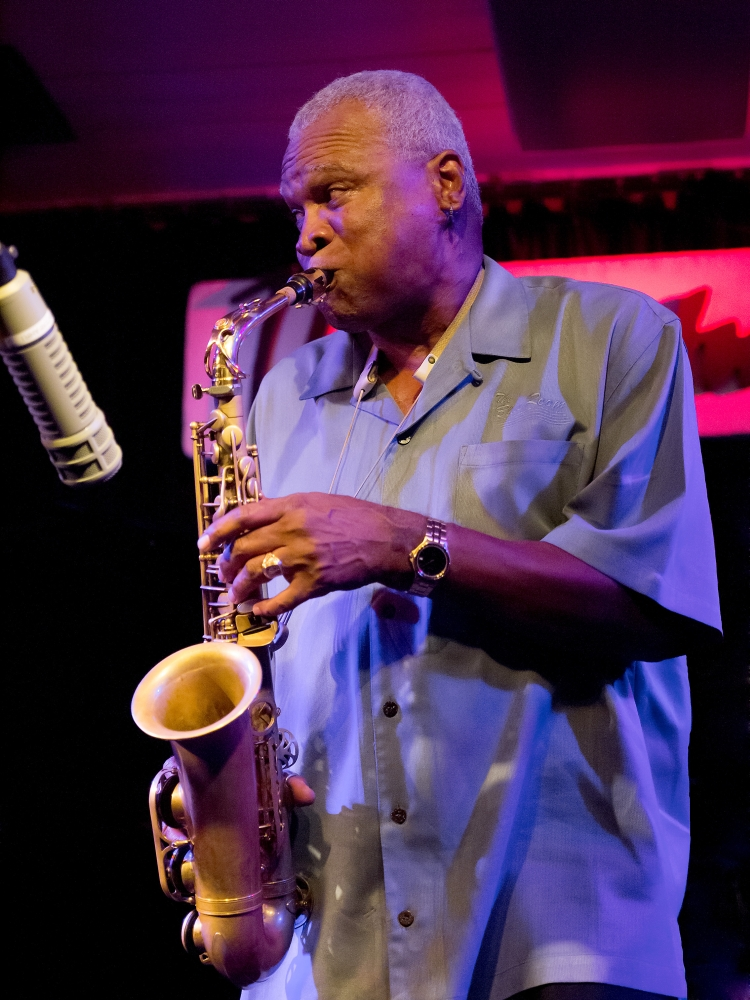
Bobby Watson (2012)

## Auswahldiskographie
Als Leader
- 1977 – Estimated Time of Arrival (Roulette Records)
- 1979 – All Because of You (Pye Records)
- 1984 – Advance (Enja)
- 1985 – Round Trip (Red)
- 1986 – Love Remains (Red) mit John Hicks, Curtis Lundy, Marvin Smitty Smith
- 1987 – Beatitudes (Evidence)
- 1987 – The Year Of The Rabbit (Evidence) mit Art Baron, Mulgrew Miller
- 1991 – Prestent Tense (Columbia)
- 1993 – This Little Light Of Mine (Red) solo
- 1993 – Midwest Shuffle (Columbia) mit Victor Lewis
- 1998 – Quiet As It´s Kept (Red)
- 1998 – The Bobby Watson/Curtis Lundy Project
- 2004 – Horizon Reassembled (Palmetto Records)
- 2006 – Soulful Serendipity mit James Williams
- 2017 – Made in America (Smoke Sessions), mit Stephen Scott, Curtis Lundy, Lewis Nash
- 2020 – Keepin’ It Real (Smoke Sessions)

Mit Horizon
- The Inventor (Blue Note, 1989)
- Post-Motown Bop (Blue Note, 1990)

Mit The Jazz Tribe
- The Jazz Tribe (Red, 1990)[2]
- The Next Step (Red, 1999)

Mit dem Twentynineth Street Saxophone Quartet
- The Real Deal (New Note, 1987) mit Ed Jackson, Rich Rothenberg, Jim Hartog
- Underground (Antilles, 1991) zusätzlich mit Hugh Masekela, Benny Green, Curtis Lundy, Victor Lewis
- Milano New York Bridge (Red, 1993)

Mit der Taylor Made Big Band
- Taylor Made (Columbia) mit Steve Turre, Robin Eubanks, Jon Faddis
- Live At Someday In Tokyo (2000, mit Tokyo Leaders Big Band)

## Lexikalischer Eintrag
- Martin Kunzler: Jazzlexikon. Rowohlt, Reinbek 1993
- Richard Cook, Brian Morton: The Penguin Guide of Jazz on CD. 6. Auflage. Penguin, London 2002, ISBN 0-14-051521-6.